# گزانوملین
گزانوملین (انگلیسی: Xanomeline) (LY-246,708؛ Lumeron، Memcor) یک آگونیست گیرنده استیل‌کولین موسکارینی با انتخاب‌پذیری مناسب برای زیرگروه های M1 و M4 است، اگرچه به عنوان یک آنتاگونیست گیرنده M5 نیز شناخته شده است. این مورد برای درمان بیماری آلزایمر و اسکیزوفرنی، به ویژه علائم شناختی و منفی مورد مطالعه قرار گرفته است، اگرچه عوارض جانبی دستگاه گوارش منجر به نرخ بالا در کارآزمایی‌های بالینی شده است با وجود این، نشان داده شده است که گزانوملین برای درمان علائم اسکیزوفرنی اثربخشی معقولی دارد، و یک مطالعه انسانی اخیر پیشرفت‌های قوی در یادگیری کلامی و حافظه کوتاه مدت مرتبط با درمان گزانوملین نشان داد.